# Jakobuskirche (Dessau)

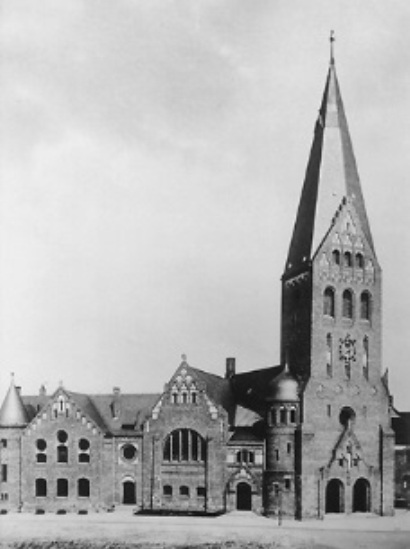
Jakobuskirche vor dem Ersten Weltkrieg

Die Jakobuskirche war eine evangelische Kirche in der südlichen Innenstadt im Stadtteil Dessau von Dessau-Roßlau in Sachsen-Anhalt. Sie wurde 1908 eingeweiht, 1945 beschädigt und 1977 auf staatlichen Druck gesprengt.

## Geschichte
Die Kirchengemeinde wurde 1905 aus der Gemeinde der Marienkirche ausgegliedert und war anfangs in der Marienschule Dessau zuhause. Zwischen 1906 und 1908 wurde die Kirche in der Törtener Straße, Ecke Schützenstraße unter Leitung von Gustav Teichmüller im Stil der Neoromanik errichtet. Die Einweihung fand am 22. Februar 1908 statt. Das Bauensemble umfasste neben der Kirche auch einen Gemeinderaum.
1945 wurde die Jakobuskirche beim Luftangriff auf Dessau von Brandbomben getroffen. Danach wurde der Gemeindesaal in jahrelanger Arbeit wieder nutzbar gemacht und mit feierlicher Einweihung am 9. August 1964 in Dienst genommen.
Am 17. Mai 1977 wurden die Kirche, der Gemeindesaal und das dazugehörige Pfarrhaus auf Anweisung der Sozialistischen Einheitspartei Deutschlands (SED) gesprengt. Laut offizieller Begründung der damals SED-gelenkten Stadt Dessau wurde die Kirche gesprengt, um Platz für Miethäuser (DDR-Plattenbau) zu schaffen. Nach der Sprengung wurden diese jedoch nicht im angekündigten Umfang gebaut. Ein Großteil der vollendeten Wohnhäuser wurde inzwischen abgerissen.
Für die Kirchgemeinde entstand 1980 ein kleiner Ersatzbau: Das Jakobus-Gemeindehaus an der Ecke Stenesche Straße und Turmstraße durfte nicht mit Kirchenglocken ausgestattet werden. Es wurde am 25. Juni entwidmet, dem Fürstlichen Leopolddankstift als Grundstückseigentümer übergeben sowie der freikirchlichen Korngemeinde als Nutzerin.

## Architektur
Architekt der Kirche war der herzoglich anhaltische Regierungs- und Baurat Gustav Teichmüller. Er entwarf die Baupläne der Jakobuskirche im Stil der Neoromanik (Rundbogenstil) als funktionales Ensemble, das sowohl Gottesdienstraum als auch Gemeindezentrum mit Sitzplätzen für 900 Menschen war.

## Ausstattung
Altar, Taufbecken, Stühle und Bleiglasfenster aus dem einstigen großen Gemeindesaal der Jakobuskirche haben ihren Platz im heutigen Jakobus-Gemeindehaus gefunden.
Das aufgrund des Bombenfeuers rußgeschwärzte Kruzifix aus der 1945 getroffenen Kirche hängt im Gemeindehaus über dem Altar.

## Zitat
„Die Sprengung der Jakobuskirche war Ausdruck der kirchenfeindlichen Politik der SED, für die jede gesprengte Kirche einen Schritt auf dem Weg zum Sieg des Sozialismus bedeutete.“

## Nachfolge-Bau Gemeindehaus
Im Jahr 1980 wurde das Jakobus-Gemeindehaus Dessau fertiggestellt als Nachfolge-Bau für die 1977 auf DDR-staatlichen Druck gesprengten Jakobuskirche Dessau. Es wurde bis 2023 genutzt und am 25. Juni 2023 entwidmet. Die freikirchliche Korngemeinde Dessau-Roßlau e.V. nutzt es seitdem als Jakobuskirche.

## Kirchengemeinde
Seit 1999 bildeten die Jakobusgemeinde und die Paulusgemeinde gemeinsam die Evangelische Jakobus-Paulus-Gemeinde Dessau.
Seit dem 1. Januar 2019 sind die Kirchengemeinde Jakobus-Paulus und die Kirchengemeinde St. Georg zur Evangelischen Stadtgemeinde an der Mulde Dessau vereint.